# Президио (окръг, Тексас)
Окръг Президио (на английски: Presidio County) е окръг в щата Тексас, Съединени американски щати. Площта му е 9987 km², а населението - 7304 души (2000). Административен център е град Марфа.